# Železniška postaja Vuzenica
Železniška postaja Vuzenica je ena izmed železniških postaj v Sloveniji, ki oskrbuje bližnje naselje Vuzenica.